# Football World Championship 1895
Football World Championship 1895 byl fotbalový zápas mezi vítězem Football League 1894/1895, Sunderlandem a vítězem Scottish Division One 1894/1895, Heart of Midlothian. Zápas vyhrál Sunderland. Šlo o první ročník turnaje, ve kterém se neutkali vítězové FA Cupu a Scottish Cupu, ale anglické a skotské ligy.
Zápas se stal známý tím, že na obou stranách nastoupili hráči ze Skotska. 

## Detaily
| 27. dubna 1895      |        |                                 |                                                                                   |
| Heart of Midlothian | 3:5    | Sunderland                      | Tynecastle Park, Edinburgh, Skotsko diváci: 15,000 rozhodčí: Mr. Dickson, Skotsko |
| Taylor McLaren      | Report | Johnston Campbell Millar Harvey | Tynecastle Park, Edinburgh, Skotsko diváci: 15,000 rozhodčí: Mr. Dickson, Skotsko |

| Midlothian | Sunderland |

|    |  |                 |  |
|    |  |                 |  |
| GK |  | Jock Fairbairn  |  |
| DF |  | Barney Battles  |  |
| DF |  | James Mirk      |  |
| MF |  | Alexander Hall  |  |
| MF |  | Bob McLaren     |  |
| MF |  | George Hogg     |  |
| FW |  | Willie Taylor   |  |
| FW |  | Thomas Chambers |  |
| FW |  | Willie Michael  |  |
| FW |  | George Scott    |  |
| FW |  | Davie Baird     |  |

|    |  |                 |  |
|    |  |                 |  |
| GK |  | Ned Doig        |  |
| DF |  | Robert McNeill  |  |
| DF |  | Donald Gow      |  |
| MF |  | Billy Dunlop    |  |
| MF |  | John Auld       |  |
| MF |  | Harry Johnston  |  |
| FW |  | Jimmy Hannah    |  |
| FW |  | James Gillespie |  |
| FW |  | John Harvey     |  |
| FW |  | John Campbell   |  |
| FW |  | Jimmy Millar    |  |